# Campionati europei cadetti di scherma 2007
I Campionati europei cadetti di scherma del 2007 ("2007 European Cadets Fencing Championships") sono stati organizzati dalla Confederazione europea di scherma e si sono svolti a Novi Sad in Serbia, dall'8 al 16 marzo 2007.
Nel fioretto, si sono aggiudicati i titoli dei campionati europei l'italiano Tommaso Lari che ha battuto di misura (15 a 14) il magiaro Daniel Steiner, e la russa Inna Deriglazova che ha avuto la meglio sulla rumena Maria Udrea.
Nella spada l'iberico Pau Rosello ha battuto in finale di misura il russo Rami Vafin, ottenendo il titolo europeo cadetti maschile, mentre tra le donne l'italiana Rossella Fiamingo ha superato l'ucraina Olha Zadorozhna.
Nella sciabola il magiaro Aron Szilagyi prevale sul russo Boris Savich, mentre la polacca Matylda Ostojska ha battuto la russa Anna Illarionova.
Nei campionati europei cadetti a squadre maschili, la nazionale russa ha prevalso nella finale del fioretto contro l'Ungheria, mentre la nazionale russa ha vinto nella spada contro la formazione francese, ed infine la nazionale magiara ha avuto la meglio sulla compagine russa nella sciabola.
Nei campionati europei cadetti a squadre femminili, la nazionale russa ha prevalso nella finale del fioretto contro la Polonia, la Russia ha vinto nella spada contro la compagine magiara, ed infine la formazione polacca ha avuto la meglio sulla nazionale magiara nella sciabola

## Podi

### Uomini
| Specialità  | Oro                                                                       | Argento                                                                         | Bronzo                                                                             |
| Individuali |                                                                           |                                                                                 |                                                                                    |
| Fioretto    | Tommaso Lari                                                              | Daniel Steiner                                                                  | Marco De Pieri Robert Gatai                                                        |
| Spada       | Pau Rosello                                                               | Rami Vafin                                                                      | Kristian Boyadzhiev Dimitry Prokhorov                                              |
| Sciabola    | Aron Szilagyi                                                             | Boris Savich                                                                    | Louis De Vuyst Maciej Regulewski                                                   |
| A squadre   |                                                                           |                                                                                 |                                                                                    |
| Fioretto    | Russia Daniil Averbukh Rinat Fayzullin Dmitry Komissarov Roman Kuts       | Ungheria Robert Gatai Mate Hari Daniel Steiner Kristof Szabados                 | Grecia Nikolaos Kontochristopoulos Nikolaos Lekkas Theodoros Nakis Filippos Nissim |
| Spada       | Russia Anton Adamov Anton Golovkin Kirill Timoshenko Ramil Vafin          | Francia Alexandre Bardenet Anthony Commarmond Erwan Fonson Florian Heimendinger | Ungheria Szabolocs Jozsef Böjte Matyas File Mark Hanczvikkel Marton Lunacsek       |
| Sciabola    | Ungheria Aron Szilagyi Nicolas Iliasz Sebestyen Puy Agoston Soproni-Szabo | Russia Rustem Gilmullin Efim Gofman Boris Savich Alexey Shevlyakov              | Francia Louis De Vuyst Francois-Xavier Foray Baptiste Gans Romain Miramon Choy     |

### Donne
| Specialità  | Oro                                                                            | Argento                                                                    | Bronzo                                                                       |
| Individuali |                                                                                |                                                                            |                                                                              |
| Fioretto    | Inna Deriglazova                                                               | Maria Udrea                                                                | Anastasya Ivanova Stefania Straniero                                         |
| Spada       | Rossella Fiamingo                                                              | Olha Zadorozhna                                                            | Dorina Budai Anfisa Pochkalova                                               |
| Sciabola    | Matylda Ostojska                                                               | Anna Illarionova                                                           | Anna Varhelyi Marta Puda                                                     |
| A squadre   |                                                                                |                                                                            |                                                                              |
| Fioretto    | Russia Irina Elesina Inna Gracheva Anastasija Ivanova Ekaterina Kazhikina      | Polonia Aleksandra Bres Hanna Lyczbinska Marta Lyczbinska Emilia Rygielska | Francia Edith Lubeigt Anne-Charlotte Meikle Melissa Moutou Ysaora Thibus     |
| Spada       | Russia Tat'jana Andrjušina Violetta Kolobova Eugeniya Seregina Yulia Vorobyeva | Ungheria Edina Antal Edina Békefi Dorina Faczanne Budai Szilvia Pelka      | Germania Beatrice Brockmann Leila Annett Kummer Ricarda Multerer Laura Saric |
| Sciabola    | Polonia Beata Babinska Katarzyna Kedziora Matylda Ostojska Marta Puda          | Ungheria Dora Damu Zsofia Luczati Petra Nagy Anna Varhelyi                 | Francia Marion Demonsant Manon Fleury Marion Stoltz Charleine Taillandier    |